# Kometenzoeker

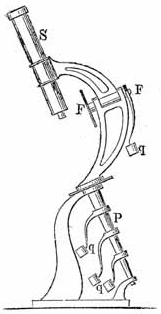
Kometenzoeker van Schneider

Een kometenzoeker is een telescoop die speciaal geschikt is voor het opsporen van kometen en andere niet puntvormige objecten zoals nevels. Deze telescoop moet hiervoor lichtsterk zijn, weinig vergroten en een groot gezichtsveld hebben. Vroeger waren deze voor het genoemde doel gebruikte instrumenten zeer eenvoudig. De beroemde kometenontdekker Charles Messier bediende zich bijvoorbeeld van een telescoop van slechts 60 cm lang met een 6,5 cm brede opening, die grofweg vijfmaal vergrootte, maar een gezichtsveld van 4° besloeg. Latere instrumenten waren groter. Georg Merz heeft bijvoorbeeld kometenzoekers met een opening tot 16 cm geconstrueerd.

## Montering
Ze werden veelal altazimutaal maar ook parallactisch gemonteerd. De kometenzoekers werden zelden vast opgesteld werden maar meestal mobiel gebruikt werden, dus moesten eenvoudig kunnen worden vervoerd en opgesteld. daarbij kwam dat de waarnemer bij het doorzoeken van een groot deel van de hemel zijn hoofd niet te zeer hoefde te bewegen. Bij altazimutale montering wordt het oculair van de telescoop zodoende zo kort mogelijk gemaakt. Zo niet gebruikte men ook wel een gebroken telescoop zoals bij kleine universeelinstrumenten. Voor parallactische montering heeft Yvon Villarceau een opstelling bedacht, waarbij het oog van de waarnemer altijd op dezelfde plaats blijft en het was  Schneider in Währing voor de Weense Sterrenwacht, die een kometenzoeker van 16 cm doorsnede en een brandpuntsafstand van 135 cm op deze wijze monteerde. Kwartcirkelvormige chassisdelen verbinden de declinatieas {\displaystyle F-F} met de polarisatieas en met de telescoop {\displaystyle S} op dusdanige wijze dat het oculair van de laatste steeds in het snijpunt van het verlengstuk van beide assen blijft. De {\displaystyle q}'s zijn contragewichten.